# بطولة العالم لسباقات فورمولا 1 موسم 1989
بطولة العالم لسباقات فورمولا 1 موسم 1989 عقدت في سنة 1989 م، وفاز بها ألن بروست (بالإنجليزية: Alain Prost)‏ من فريق ماكلارين (بالإنجليزية: McLaren)‏ بسيارته الهوندا. ألن بروست الذي بدأ السباق في الخط رقم 2 حصل على أفضل توقيت في الجولة 5 من السباق في أسرع لفة له. هذا السائق في المجموع حصد 76 نقطة.

## الوصلات الخارجية
- الموقع الرسمي للفورمولا 1